# Европска рута историјских театара
Европска рута историјских театара (енгл. The european route of historic theatres) европски је културни пројекат чији је основни циљ неговање културне баштине одабраних европских позоришта основаних између 1500. и 1900. године. Окупља више од 120 позоришта широм Европе, најбоље сачуваних позоришних кућа, која су повезана у 12 културно-туристичких рута.
Мрежу историјских позоришта у Европи је основало удружење Perspectiv — Association of Historic Theatres in Europe (Удружење историјских театара Европе) из Берлина, у октобру 2003. године. Европска рута је иницирана 2007, а Европска унија је подржала њено развијање. Циљеви ове мреже су подршка и подстицај очувања оригиналног изгледа позоришних здања и њихова конзервација, рестаурација и истраживање, међусобна размена знања и искустава међу позоришним кућама и ближе упознавање јавности са овим бисерима културе и уметности.

## Идеја и циљеви
Генерална замисао целог пројекта је да се створи мрежа различитих европских културних путева који би, између осталог, чинили и заједничку мапу културног туризма. Један од циљева је и да се истакне јединствени духовни простор и заједнички корени позоришних зграда Европе, а самим тим и значај позоришта као европске културне баштине. Чланови Мреже су историјска позоришта саграђена између 1500. и 1900. године и заинтересоване институције, организације и појединци који подржавају циљеве Мреже. Историјска позоришта Европе чине изузетан сегмент европског културног наслеђа, чиме се манифестује богата култура и историја континента у својој пуној лепоти. Ова позоришта се могу посетити као музејска здања и уживати у њиховој архитектури и примењеној уметности. Најважније је да су до данас задржала улогу водећих позоришних кућа, у којима се изводе врхунске позоришне, балетске, оперске и музичке представе.

## Регионалне руте
Европска рута подељена је на 12 регионалних рута, различитих делова пута и тура од којих свака обухвата 10-ак позоришта и нуди путовање кроз културну баштину Еуропе у трајању од недељу дана. Чланови мреже Европске руте историјских позоришта подељена су по географским регијама:

### Јадранска рута
- Народно позориште у Београду,[5]
- Народно позориште „Тоша Јовановић” у Зрењанину,
- Народно позориште у Сомбору,
- Краљевско позориште Зетски дом са Цетиња,
- Словенско народно гледалишче Љубљана,
- Словенско народно гледалишче Марибор,
- Хварско пучко казалиште,
- Хрватско народно казалиште у Загребу,
- Хрватско народно казалиште у Шибенику,
- Хрватско народно казалиште Ивана пл. Зајца у Ријеци и
- Народно позориште Сарајево.

### Алпска рута
- Позориште Жора (Лозана),
- Teatro Sociale (Белинцона),
- Stadttheater (Золотурн),
- Theatersaal der Benediktinerabtei (Отобојрен),
- Позориште Принц регент (Минхен),
- Kammerspiele (Минхен),
- Volkstheater (Флинтсбах).

### Балтичка рута
- Позориште Адама Мицкјевича (Ћешин),
- Позориште Јулиус Словацки (Краков),
- Teatr na Zamku (Лањцут),
- Teatr Narodowy (Варшава),
- Lietuvos nacionalinis dramos teatras (Вилњус),
- Latvijas Nacionālais teātris (Рига),
- Vanemuine Teatre (Тарту),
- Eesti Draamateater (Талин).

### Црноморска рута
- Teatrul Regina Maria (Орадеа),
- Teatrul Mihai Eminescu (Оравица),
- Teatrul Odeon (Букурешт),
- Народен театар Иван Вазов (Софија),
- Народно позориште Василе Александри у Јашију (Јаши),
- Позориште опере и балета Одесе (Одеса),
- Чернівецький ураїнський музично-драмаичний театр ім. О. Кобилянської (Черновци),
- Грузијско народно позориште (Тбилиси).

### Царска рута
- Zámecké divadlo (Мњихово Храдиште),
- Stavovské divadlo (Праг),
- Zámecké divadlo (Литомишл),
- Zámecké divadlo (Чешки Крумлов),
- Zámecké divadlo (Вајтра), Theater an der Wien (Беч),
- Stadttheater (Грајн),
- Опера у Грацу (Грац).

### Француска рута
- Опера Гарније (Париз),
- Théâtre du Châtelet (Париз),
- Odéon – Théâtre de l'Europe (Париз),
- Théâtre le Ranelagh (Париз),
- Théâtre Montansier (Версај),
- Théâtre Impérial (Фонтенбло),
- Théâtre du Peuple – Maurice Pottecher (Бисан),
- Petit Théâtre du Château de la Verrerie (Ле Крезо),
- Le Théâtre de marionnettes chez George Sand (Ноан),
- Grand Théâtre de Bordeaux (Бордо),
- Théâtre des Célestins (Лион),
- Théâtre de Pézenas (Пезенас).

### Немачка рута
- Theater Putbus (Путбус),
- Mecklenburgisches Staatstheater (Шверин),
- Schauspielhaus Neubrandenburg (Нојбранденбург),
- Schlosstheater im Neuen Palais (Потсдам),
- Carl-Maria-von-Weber-Theater (Бернбург),
- Goethe Theater (Бад Лаухштет),
- Ekhof-Theater (Гота),
- Privattheater (Гроскохберг),
- Theatermuseum (Мајнинген),
- König Albert Theater (Бад Елстер),
- Bayreuth Festspielhaus (Бајројт),
- Spielhaus (Ханау),
- Theater Koblenz (Кобленц),
- Rococo Theater (Швецинген),
- Schlosstheater Ludwigsburg (Лудвигсбург).

### Иберијска рута
- Theatro Circo (Брага),
- Teatro Nacional de São Carlos (Лисабон),
- Theatro Garcia de Resende (Евора),
- Teatro Lethes (Фаро),
- Teatro Ariaga (Билбао),
- Teatro Principal (Бургос),
- Real Coliseo di Carlo III (Сан Лоренцо де Ел Ескоријал),
- Teatro Español (Мадрид),
- Teatro de Rojas (Толедо),
- Corral de Comedias  (Алмагро),
- Gran Teatro Falla (Кадиз),
- Teatre Principal (Мао-Махон).

### Нордијска рута
- Fredrikshald Teater  (Халден),
- Gripsholms slottsteater (Маријефред),
- Drottningholms slottsteater (Стокхолм),
- Confidencen (Солна),
- Det Kongelige Teater (Копенхаген),
- Ystads Teater (Истад),
- Turun ruotsalainen teatteri (Турку),
- Suomen Kansallisteatteri (Хелсинки).

### Северноиталијанска рута
- Театро Олимпико (Вићенца),
- Teatro Bibiena (Мантова),
- Teatro Clasico (Сабионета),
- Teatro Farnese (Парма),
- Teatro Comunale (Карпи),
- Teatro Comunale (Сан Ђовани ин Перзићето),
- Teatro Aldrovandi Mazzacorati (Болоња),
- Teatro Comunale (Болоња),
- Teatro Comunale Masini (Фаенца),
- Teatro Bonci (Ћезена).

### Каналска рута
- Џорџијанско краљевско позориште (Ричмонд),
- The Malt Cross (Нотингем),
- Adelina Patti Theatre (Поуис),
- Georgian Theatre Royal (Бери Сент Едмундс),
- Schouwburg (Лајден),
- Opera (Гент),
- Краљевско позориште Парк (Брисел),
- Théâtre du Château (Шиме).[1]

### Гранд рута
Ова рута још није успостављена. Обухватаће позоришта из јужне Италије и са Малте.

## Јадранска рута
Стара позоришта у бившој Југославији су умрежена у Јадранској рути (Adria route). Јадранска рута основана је на инаугурационој конференцији 20. маја 2014. године на Хвару. Чине је позоришта из свих некадашњих република, осим Македоније. Јадранска рута се надовезује на Италијанску руту на западу, Царску руту на северу и Црноморску руту на истоку.